# Jacques Géry

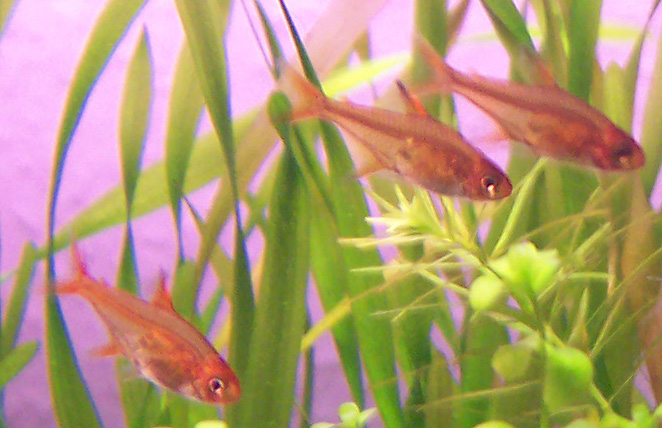
Hyphessobrycon amandae Géry & Uj, 1987.

Jacques Géry est un ichtyologiste français né le 12 mars 1917 à Paris et mort le 15 juin 2007 à Sarlat. Il est l'auteur de plus de 250 publications, descripteur de plus de 45 genres et sous-genres et 150 espèces ou sous-espèces. Il est le dédicataire du genre Geryichthys, ainsi que d'une dizaine d'espèces de poissons.